# Allenjoie
Allenjoie – miejscowość i gmina we Francji, w regionie Burgundia-Franche-Comté, w departamencie Doubs.
Według danych na rok 1990 gminę zamieszkiwało 578 osób, a gęstość zaludnienia wynosiła 88 osób/km² (wśród 1786 gmin Franche-Comté Allenjoie plasuje się na 277. miejscu pod względem liczby ludności, natomiast pod względem powierzchni na miejscu 675.).